# Rik Sebens
Rik Sebens (Leiden, 21 mei 1988) is een Nederlands voetballer die uitkomt voor BVC '12 uit Beek. Eerder speelde de aanvallende middenvelder voor De Graafschap en Achilles '29.

## Carrière
Sebens begon in de jeugd bij FC Zutphen en maakte in maart 2008 zijn eredivisie- en profdebuut toen hij voor De Graafschap aantrad tegen AZ. In juni 2010 werd zijn contract verlengd tot de zomer van 2011.
Sebens speelde in het seizoen 2009/10 zeven keer voor de hoofdmacht van De Graafschap, dat toen in de Eerste divisie uitkwam. Hij scoorde in die zeven wedstrijden één keer. Op 23 september 2009 viel hij in de 57e minuut in tijdens de bekerwedstrijd tegen PSV Eindhoven.
Sinds het seizoen 2011/12 kwam hij uit voor Achilles '29. In zijn eerste seizoen bij deze club won hij de Super Cup voor amateurs, werd hij kampioen in de Topklasse Zondag en werd hij algemeen amateurkampioen. Ook in zijn tweede seizoen wisten de Heikanters de Super Cup en de zondagtitel in de Topklasse te veroveren.
In 2013 stapte hij net als zijn twee jaar jongere broer Niek Sebens (tevens oud-De Graafschap) over naar BVC '12 uit het Gelderse Beek. In zijn eerste seizoen werd BVC '12 met overmacht kampioen in de vierde klasse (21 keer winst in 23 wedstrijden) en wist hij al 25 keer te scoren.